# Kazipur
Kazipur è un sottodistretto (upazila) del Bangladesh situato nel distretto di Sirajganj, divisione di Rajshahi. Si estende su una superficie di 368,63 km² e conta una popolazione di  274.679 abitanti (censimento 2011).